# أيوب بن تميم
أبو سليمان أيوب بن تميم بن سليمان بن أيوب أبي سليمان التميمي الدمشقي الضابط المشهور. ذكره «الذهبي» ضمن علماء الطبقة الخامسة من حفاظ القرآن. ذكره «الذهبي» ضمن علماء الطبقة الخامسة من حفاظ القرآن. كما ذكره «ابن الجزري» ضمن علماء القراءات. ولد «أيوب بن تميم» سنة عشرين ومائة من الهجرة. قرأ «أيوب» القرآن على خيرة علماء عصره، وفي مقدمتهم: «يحيى بن الحارث الذماري» صاحب «ابن عامر» الإمام الرابع بالنسبة للقراء العشرة المشهورين، وقد خلف «أيوب» «ابن عامر» في القراءة بدمشق.
وقد تلقى القرآن على «أيوب بن تميم» كثير منهم: «الوليد بن عتبة» و «عبد الله بن ذكوان» ولا زالت قراءة «ابن ذكوان» يتلقاها المسلمون بالرضا والقبول حتى الآن. كما أخذ الحروف عن «أيوب بن تميم»: «عبد الحميد بن بكار، وأبي مسهر الغسّاني، وهشام بن عمّار».
قال «ابن ذكوان» قلت «لأيوب بن تميم»: أنت تقرأ بقراءة «يحيى بن الحارث»؟ قال: نعم، أقرأ بحروفها كلها، إلا قوله تعالى: «جبلّا» من قوله تعالى: ﴿وَلَقَدْ أَضَلَّ مِنْكُمْ جِبِلًّا كَثِيرًا أَفَلَمْ تَكُونُوا تَعْقِلُونَ ۝٦٢﴾ [يس:62] فإنه رفع الجحيم، وأنا أكسرها، وقد ورد في «جبلا» أربع قراءات. الاولى: قراءة «نافع» و «عاصم وأبي جعفر»: «جبلّا» بكسر الجيم، وتشديد اللام؛ والثانية: قراءة «ابن كثير، وحمزة، والكسائي، ورويس، وخلف العاشر». «جبلا» بضم الجيم والباء وتخفيف اللام؛ والثالثة: قراءة «روح» «جبلّا» بضم الجيم والباء، وتشديد اللام. والرابعة: قراءة «ابي عمرو وابن عامر»، «جبلا» بضم الجيم، وسكون الباء وتخفيف اللام وكلها لغات، ومعناها: الخلق.
توفي «أيوب بن تميم» سنة ثمان وتسعين ومائة من الهجرة.